# Melbourne City FC
A Melbourne City FC egy 2009-ben alapított ausztrál labdarúgócsapat, melynek székhelye Victoria államban Melbourneben található és az ország legmagasabb osztályában a A-Leagueben szerepel. 2014 júniusáig a Melbourne Heart nevet  viselte a klub, amelyet 2009 júniusában alapítottak meg és a 2010-11-es szezonban csatlakozott az első osztályhoz. 2014-ben megvásárolta a klubot az angol Manchester City csapata az ausztrál rögbicsapat a Melbourne Storm partnereként.

## Keret

### Jelenlegi keret
2022. április 24.
| #  |     | Poszt | Név                                                        |
| -- | --- | ----- | ---------------------------------------------------------- |
| 1  | AUS | K     | Tom Glover                                                 |
| 2  | AUS | V     | Scott Galloway                                             |
| 3  | AUS | V     | Scott Jamieson ()                                          |
| 4  | POR | V     | Nuno Reis                                                  |
| 5  | AUS | V     | Rostyn Griffiths                                           |
| 6  | ENG | V     | Carl Jenkinson (kölcsönben a Nottingham Forest csapatától) |
| 7  | AUS | CS    | Mathew Leckie                                              |
| 8  | AUS | KP    | Aiden O'Neill                                              |
| 9  | AUS | CS    | Jamie Maclaren                                             |
| 10 | FRA | KP    | Florin Berenguer                                           |
| 14 | JPN | KP    | Endó Cubasza                                               |
| 15 | AUS | CS    | Andrew Nabbout                                             |
| 16 | AUS | KP    | Taras Gomulka                                              |
| 17 | MKD | CS    | Stefan Colakovski                                          |
| 18 | AUS | KP    | Connor Metcalfe                                            |
| 20 | ITA | CS    | Manuel Pucciarelli                                         |

| #  |     | Poszt | Név                      |
| -- | --- | ----- | ------------------------ |
| 22 | AUS | V     | Curtis Good              |
| 23 | AUS | CS    | Marco Tilio              |
| 33 | AUS | K     | Matt Sutton              |
| 34 | AUS | V     | Jordon Hall              |
| 35 | AUS | CS    | Raphael Borges Rodrigues |
| 36 | AUS | V     | Kerrin Stokes            |
| 37 | AUS | CS    | Max Caputo               |
| 38 | AUS | V     | Jordan Bos               |
| 39 | AUS | KP    | Anthony Lesiotis         |
| 40 | AUS | K     | James Nieuwenhuizen      |
| 42 | AUS | K     | Ahmad Taleb              |
| 47 | AUS | KP    | Jordi Valadon            |
| 48 | AUS | KP    | Luke Oresti              |
|    | AUS | V     | Harry Politidis          |
|    | AUS | KP    | Arion Sulemani           |

## Sikerei
- A-League: 1
  - Bajnok: 2020–21

- A-League rájátszás: 1
  - Győztes: 2021

- FFA Cup: 1
  - Győztes: 2016

## Menedzserek
| Évek      | Név               |
| --------- | ----------------- |
| 2009–2012 | John van ’t Schip |
| 2012–2013 | John Aloisi       |
| 2013–2017 | John van ’t Schip |
| 2017      | Michael Valkanis  |
| 2017–2019 | Warren Joyce      |
| 2019–2020 | Erick Mombaerts   |
| 2020–     | Patrick Kisnorbo  |

## Lásd még
- Melbourne City
- Manchester City
- Manchester City Futsal
- New York City